# FC Politehnica Chișinău
Le FC Politehnica Chisinau est un club moldave de football basé à Chișinău.

## Historique
- 1964 - Haiducul Sporting Hincesti
- 2000 - FC Haiduc-Sporting-USM Chișinău
- 2002 - FC Politechnica Chișinău
- 2025 - Fusion avec le FC Saxan et montée en première division, le club évolue sous le nom FC Politehnica UTM